# Прохоров Василь Ілліч
Василь Ілліч Прохоров (12 лютого 1906, село Амірово Московської губернії, тепер Раменського району Московської області, Російська Федерація — 3 листопада 1989, місто Москва) — радянський державний і профспілковий діяч, секретар ВЦРПС, заступник голови ВЦРПС. Член ЦК КПРС у 1971—1986 роках. Депутат Верховної ради РРФСР 4—6-го скликань. Депутат Верховної ради СРСР 6—10-го скликань.

## Життєпис
Народився в родині робітника. З 1919 року — кур'єр, шофер, слюсар заводу в місті Москві.
Член ВКП(б) з 1928 року.
У 1934—1937 роках — інженер-конструктор Центрального аерогідродинамічного інституту імені Жуковського (ЦАГІ).
У 1935 році закінчив Московське вище технічне училище імені Баумана.
У 1937—1939 роках — інженер-конструктор, начальник цеху 1-го Московського авторемонтного заводу.
У 1939—1940 роках — у Червоній армії.
У 1940—1942 роках — начальник цеху, завідувач лабораторії, заступник головного інженера 1-го Московського авторемонтного заводу.
У 1942—1944 роках — начальник інструментального цеху 1-го Московського годинникового заводу.
У 1944—1951 роках — заступник завідувача відділу, секретар, 2-й секретар Таганського районного комітету ВКП(б) міста Москви; 1-й секретар Ждановського районного комітету ВКП(б) міста Москви.
У 1951 — серпні 1955 року — секретар Московського міського комітету ВКП(б) (КПРС).
10 серпня 1955 — 25 березня 1977 року — секретар Всесоюзної центральної ради професійних спілок (ВЦРПС).
Одночасно з 15 квітня 1959 по 4 квітня 1963 року — голова Верховної ради Російської РФСР.
26 грудня 1962 — 27 листопада 1964 року — голова Бюро ВЦРПС із роботи профспілок у промисловості.
25 березня 1977 — 17 травня 1985 року — заступник голови Всесоюзної центральної ради професійних спілок (ВЦРПС).
З травня 1985 року — персональний пенсіонер союзного значення в Москві.
Помер 3 листопада 1989 року. Похований в Москві на Донському цвинтарі.

## Нагороди
- три ордени Леніна (11.02.1966,)
- орден Вітчизняної війни ІІ ст. (6.09.1947)
- два ордени Трудового Червоного Прапора (20.02.1956; 6.12.1957)
- орден Дружби народів (11.02.1986)
- орден «Знак Пошани» (5.08.1944)
- медалі